# Trochalus tridentatus
Trochalus tridentatus är en skalbaggsart som beskrevs av Moser 1924. Trochalus tridentatus ingår i släktet Trochalus och familjen Melolonthidae. Inga underarter finns listade i Catalogue of Life.